# Bujdosó Mária
Bujdosó Mária (Nagykőrös, 1945. szeptember 8. –) magyar színésznő.

## Életpályája
Nagykőrösön született, 1945. szeptember 8-án. Pályáját 1963-ban a kecskeméti Katona József Színházban kezdte. 1966-tól a szolnoki Szigligeti Színházhoz szerződött. 1969-től a Fővárosi Operettszínház művésznője volt. Színészi diplomáját a Színház- és Filmművészeti Főiskolán 1970-ben vehette át. 1979-től a Pécsi Nemzeti Színház tagja volt, majd szabadfoglalkozású művésznőként lépett színpadra.

## Fontosabb színházi szerepei
- William Shakespeare: Lóvátett lovagok... Mária
- Arthur Miller: A salemi boszorkányok... Jenny
- Jacques Offenbach: Orfeusz az alvilágban... Diana, istennő
- Dale Wassermann – Joe Darion – Mitch Leigh: La Mancha lovagja... Antonia
- Vlagyimir Vlagyimirovics Scserbacsov: Dohányon vett kapitány... Ljuba, a kalmár lánya
- Gáspár Margit: Az állam én vagyok... Amália
- Szirmai Albert – Bakonyi Károly – Gábor Andor: Mágnás Miska... Rolla grófnő
- Jacobi Viktor: Sybill... Sybill
- Lehár Ferenc: A mosoly országa... Liza, a gróf lánya
- Lehár Ferenc: Cigányszerelem... Kéremné asszony
- Kálmán Imre: Csárdáskirálynő... Sylvia
- Kálmán Imre: Montmartre-i ibolya... Ninon
- Ábrahám Pál: Viktória... Ach Wong
- Oláh Margit – Romhányi József: Nézd meg az apját... Lány
- Halász Rudolf – Domenico Modugno: Szamárlétra... szereplő
- Kristóf Károly: Vörös posztó... szereplő
- Szüle Mihály: Egy bolond százat csinál... Első szobalány

## Filmek, tv
- Hölgyválasz (Zenés Tv-színház, 1971)
- A mikádó (Zenés Tv-színház, 1974)